# ジョージ・ビング (第3代トリントン子爵)
第3代トリントン子爵ジョージ・ビング（英語: George Byng, 3rd Viscount Torrington、1701年9月21日 – 1750年4月7日）は、グレートブリテン王国の貴族、イギリス陸軍の軍人。

## 生涯
初代トリントン子爵ジョージ・ビングと妻マーガレット（Margaret、旧姓マスター（Master）、1670年2月22日 – 1756年4月1日、ジェームズ・マスターの娘）の息子として、1701年9月21日に生まれた。
1715年にコルネット（騎兵少尉）としてロイヤル・ホース・ガーズに入隊、1716年8月25日に大尉に昇進した。四国同盟戦争において父が地中海艦隊の指揮官を務めたとき、父に同行して、1718年のパッサロ岬の海戦戦勝の報せを本国に届けた。その後、オーストリア軍の志願兵として1719年6月20日のフランカヴィッラの戦いに参戦して重傷を負った。1721年1月25日にスコッツガーズのCaptain and Lieutenant Colonelに昇進した。1741年1月2日に連隊のSecond Major（軍階としては歩兵大佐）に、1743年4月23日にFirst Majorに、1743年9月13日にLieutenant Colonel（副隊長）に昇進した。1744年から1748年までマリンズ第4連隊隊長を務め、1749年7月24日から1750年に死去するまで第48歩兵連隊隊長を務めた。1745年6月18日に准将に、1747年10月10日に少将に昇進した。
1747年1月23日に兄パティーが死去すると、トリントン子爵位を継承した。政治ではホイッグ党に属するとされた。
1750年4月7日に死去、15日にサウスヒルで埋葬された。同名の息子ジョージが爵位を継承した。

## 家族

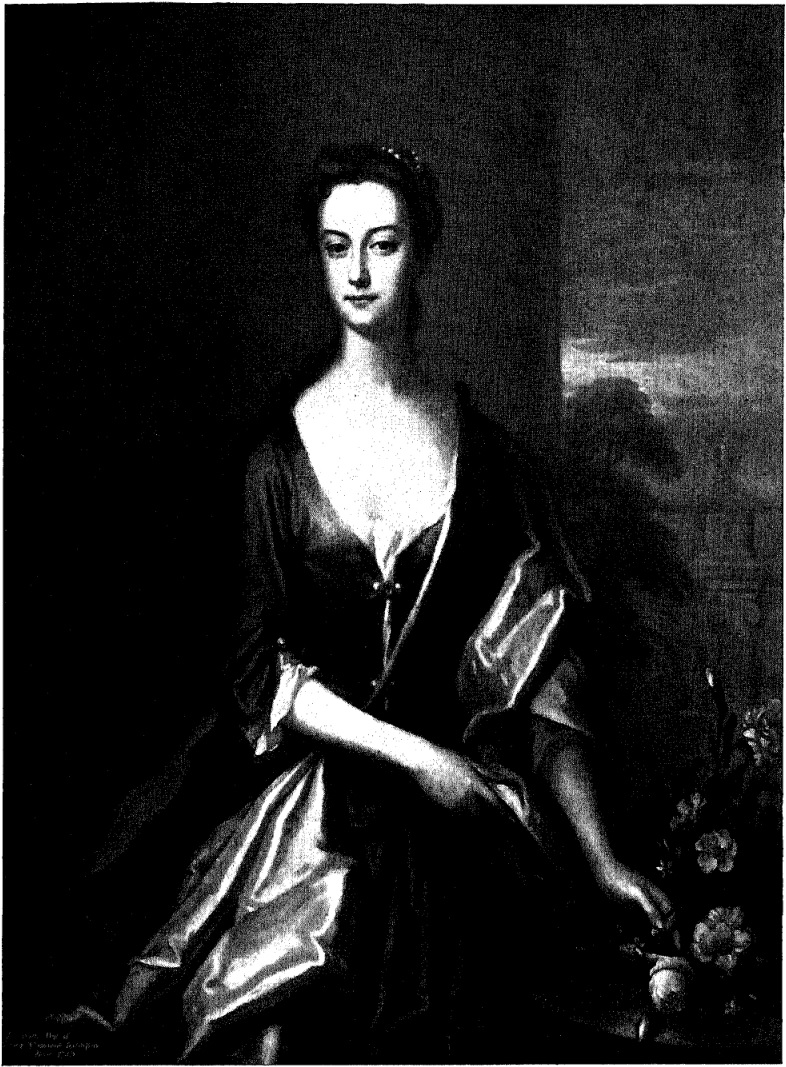
トリントン子爵夫人エリザベス

1736年8月21日、エリザベス・ダニエル（Elizabeth Daniel、1759年3月17日没、ライオネル・ダニエルの娘）と結婚、2男をもうけた。
- ジョージ（1740年10月11日 – 1812年12月14日） - 第4代トリントン子爵[1]
- ジョン（1743年2月18日 – 1813年1月8日） - 第5代トリントン子爵[1]